# よしあき
よしあき（2000年8月27日 - ）は、日本のファッションモデル、インフルエンサー。TWIN PLANET所属。実の姉であるミチと共に「よしミチ」姉弟として活動している。

## 来歴
2000年8月27日、台湾の台北市に生まれる。父親が台湾人、母親が日本人のハーフであり、中国語と日本語を話すことができる。姉のミチとは3歳差である。
その後、日本に移住するが、日本の小学校で壮絶ないじめを受け、小学4年生から中学2年生まで引きこもりを経験した。小学校3年生時に「性格が男らしくない」という理由でいじめが始まり、放課後になると「女みたいだから」と女子トイレに押し込まれるなどした。毎日「死にたい」「消えたい」「みんなに迷惑かけている」と考えるようになり、姉のミチを殴ったり蹴ったり、包丁を持って追いかけ回したり、家庭内暴力を行うようになったため、小学6年生の時に姉と離れて再び台湾へ移住した。
14歳の時に再び日本に移住し、フリースクールに通った。自分を変えるきっかけとなったのが原宿やファッションの存在であり、ジェンダーフリーや通っていたフリースクールの存在が自分を支えてポジティブにさせてくれたと語っている。
2016年1月、原宿にて姉のミチと共に『マツコ会議』の街頭インタビューを受け、当時14歳の中学生ながら「友達は一人もいない」と発言したことで注目を集め、以降4回にわたって同番組に出演した。その後、TWIN PLANETに所属し、現芸名で芸能活動を本格的に開始した。
同年3月、中学校を卒業し、4月に高等学校へ進学。2020年3月には、1年の留年を経て高等学校を卒業した。
17歳にしてドルチェ&ガッバーナのショーに出演するなど、そのファッショニスタぶりにも注目が集まり、2019年にはパリ・コレクションにディオールのゲストとして参加。
2019年7月1日より、ディズニー・チャンネルの情報番組『ディズニー365』にレギュラーアシスタントMCとして出演。かねてからディズニー好きを公言していたため、夢が一つ叶ったと喜びを伝えた。
同年、姉のミチと共にYouTubeチャンネル『よしミチch』を開設。
2019年12月26日、初のフォトエッセイ『友達ゼロで不登校だった僕が世界一ハッピーな高校生になれたわけ』を出版。同書は発売二週間で増版が決定するなど話題を集めた。
2021年4月25日より、TOKYO MXの情報番組『土曜はカラフル!!!』にレギュラー出演。
2021年7月20日、姉のミチと共にクリエイティブスタジオ『perse』を始動。2022年3月にはコスメブランド、同年4月にはカラコンブランドを展開。

## 出演

### テレビ番組
- 未知たび！高校生が未知の言葉の意味を探る旅（2018年2月12日 - 19日、NHK Eテレ）[15]
- ディズニー365（2019年7月1日- 2020年3月31日、ディズニー・チャンネル） - レギュラーアシスタントMC[10]
- 土曜はカラフル!!!（2021年4月25日 - 2023年2月11日、TOKYO MX） - カラフルズ[12]

### ウェブ番組
- #渋谷オルガン坂生徒会（2019年、DHCテレビ） - レギュラーアシスタント

### ミュージックビデオ
- HAN-KUN「Sunshine Love」（2019年9月30日）
- ROOFTOPS feat. 藤原聡「KERENMI」（2020年1月29日）

## 広告

### CM
- ロート製薬 SUGAO ウェブCM「#シロネコ肌 チャレンジ」篇（2019年3月13日）[16]
- リクルート ホットペッパービューティー ウェブCM「夏、脱、いつものワタシたち」篇（2019年7月29日）[17]
- JCB JCBカードW ウェブCM「スマホ決済使うなら、JCBカードWしか勝たん」「JCBカードWの『W』は草じゃない」「ねぇ、お買い物するなら超ポイントもらわない？」篇（2020年9月）
- PayPay「超PayPay祭」スペシャル動画（2020年11月6日 - 13日）[18]
- 本田技研工業 VEZEL e:HEV テレビCM「AMP UP」篇（2021年4月22日）[19]

### 広報
- コージー本舗 スプリングハート「SUPPORTED KAWAI」アンバサダー（2020年2月25日）[20]
- 109 SHIBUYA109渋谷店・MAGNET by SHIBUYA109 シーズンビジュアル（2020年9月9日 - 10月21日）[21]
- ラフォーレ原宿「Connect in Laforet HARAJUKU」キャンペーンビジュアル（2020年10月23日 - 11月8日）[22]
- 青山商事 THE SUIT COMPANY イメージキャラクター（2020年）[23]
- CLINIQUE アンバサダー（2022年）[24]
- ジンズホールディングス JINS TODAY イメージモデル（2023年2月13日）[25]
- KIZASHI RESKILLING アンバサダー（2024年5月21日）[26][27]

## 書籍

### フォトエッセイ
- 友達ゼロで不登校だった僕が世界一ハッピーな高校生になれたわけ（2019年12月26日、KADOKAWA）